# Manta (Ecuador)
Manta ist eine mittelgroße Hafenstadt und ein Municipio an der Pazifikküste Ecuadors. Die Parroquia urbana Manta bildet einen Teil der Stadt Manta.
Sie liegt in der Provinz Manabí und existiert schon seit der Zeit vor der spanischen Eroberung. Die Stadt ist in den letzten 50 Jahren auf 217.553 Einwohner gewachsen. Die wichtigste wirtschaftliche Aktivität ist der Thunfischfang. Andere Wirtschaftszweige sind der Tourismus sowie die chemische Industrie.
Die Stadt verfügt über den Internationalen Flughafen Eloy Alfaro und einen verhältnismäßig großen Seehafen.
Ecuador schloss mit den USA 1999 einen zehn Jahre gültigen Vertrag ab, der es den USA erlaubte, am Internationalen Flughafen Manta eine Militärbasis zu nutzen. Der Stützpunkt in Manta war einer der Forward Operating Locations (vorgeschobene Kommandoposten) des United States Southern Command und Hauptzentrum des Verteidigungsministeriums der Vereinigten Staaten für satellitengestützte elektronische Spionage in Südamerika.
Unter anderem der Unmut in der ecuadorianischen Bevölkerung über diesen Vertrag führte 2005 dazu, dass der ecuadorianische Präsident Lucio Gutiérrez infolge mehrtägiger Demonstrationen vom Parlament abgesetzt wurde. Im Januar 2007 kam in unmittelbarer Nähe dieser Basis die kurz zuvor ernannte Verteidigungsministerin Guadalupe Larriva bei einer Hubschrauberkollision ums Leben.
Ecuadors Präsident Rafael Correa verlängerte den Vertrag für den bis dahin einzigen Luftwaffenstützpunkt der USA in Südamerika nicht; im September 2009 räumte das US-Militär sein dortiges Hightechzentrum für satellitengestützte elektronische Spionage.
Kolumbien bzw. der rechtskonservative Präsident Álvaro Uribe überließ den USA als Ersatz für Manta sieben Stützpunkte (Hauptstützpunkt Palanquero mitten in Kolumbien); das Abkommen wurde am 31. Oktober 2009 unterzeichnet.

## Municipio
Das 211,3 km² große Municipio Manta hatte beim Zensus 2010 221.122 Einwohner und umfasst folgende Parroquias urbanas:
- Eloy Alfaro (⊙)
- Los Esteros (⊙)
- Manta
- San Mateo (⊙)
- Tarqui (⊙)

## Söhne und Töchter der Stadt
- Gonzalo Escobar (* 1989), ecuadorianischer Tennisspieler

## Städtepartnerschaften
- Long Beach, Kalifornien, USA